# فؤاد سليمان (شاعر)
فؤاد سليمان (1330-1369هـ - 1912-1951م) شاعر لبناني ملهم.
درّس الأدب العربي في المعهد الشرقي، في جامعة القديس يوسف في بيروت، وعلّم في الكلية الثانوية العامة في الجامعة الأميركية في بيروت ثلاثة عشر عاماً، وتولّى رئاسة تحرير مجلة «صوت المرأة» لمدة عامين، وكان من المؤسسين لجمعية «أهل القلم» في لبنان.

## مؤلفاته
- كتاب: «تموزيات» وهو تعليقات اجتماعية وجدانية كان ينشرها في جريدة النهار بتوقيع تموز.
- ديوان: «أغاني تموز»
- «درب القمر»
- «القناديل الحمراء»

## روابط خارجية
- فؤاد سليمان على موقع بوابة الشعراء
- فؤاد سليمان على موقع أرشيف الشارخ
- سبعُون فؤَاد سليمان: مسويَّات درب القمر (1 من 2)